# Batais
Batais (llamada oficialmente Os Batais) es una aldea española situada en la parroquia de Cubelas, del municipio de Ribadeo, en la provincia de Lugo, Galicia.

## Demografía
| Gráfica de evolución demográfica de Batais entre 2000 y 2020 |
|                                                              |
| Datos según el nomenclátor publicado por el INE.             |